# Olympische Sommerspiele 2012/Teilnehmer (Cayman Islands)
| Gelbes Symbol für Goldmedaillen mit stilisierten Olympischen Ringen | Graues Symbol für Silbermedaillen mit stilisierten Olympischen Ringen | Braundes Symbol für Bronzemedaillen mit stilisierten Olympischen Ringen |
| ------------------------------------------------------------------- | --------------------------------------------------------------------- | ----------------------------------------------------------------------- |
| —                                                                   | —                                                                     | —                                                                       |

Die Cayman Islands nahmen in London an den Olympischen Spielen 2012 teil. Es war die insgesamt neunte Teilnahme an Olympischen Sommerspielen. Das Cayman Islands Olympic Committee nominierte fünf Athleten in zwei Sportarten.
Fahnenträger bei der Eröffnungsfeier war der Schwimmer Brett Fraser.

## Teilnehmer nach Sportarten

### Leichtathletik
Laufen und Gehen
| Athleten            | Wettbewerb   | Vorlauf          | Vorlauf          | Halbfinale                           | Halbfinale                           | Finale                               | Finale                               | Rang             |
| Athleten            | Wettbewerb   | Zeit             | Rang             | Zeit                                 | Rang                                 | Zeit                                 | Rang                                 | Rang             |
| ------------------- | ------------ | ---------------- | ---------------- | ------------------------------------ | ------------------------------------ | ------------------------------------ | ------------------------------------ | ---------------- |
| Frauen              |              |                  |                  |                                      |                                      |                                      |                                      |                  |
| Cydonie Mothersille | 200 m        | nicht angetreten | nicht angetreten | nicht angetreten                     | nicht angetreten                     | nicht angetreten                     | nicht angetreten                     | nicht angetreten |
| Männer              |              |                  |                  |                                      |                                      |                                      |                                      |                  |
| Kemar Hyman         | 100 m        | 10,16 s          | 4                | trotz Qualifikation nicht angetreten | trotz Qualifikation nicht angetreten | trotz Qualifikation nicht angetreten | trotz Qualifikation nicht angetreten | –                |
| Ronald Forbes       | 110 m Hürden | 14,21 s          | 8                | ausgeschieden                        | ausgeschieden                        | ausgeschieden                        | ausgeschieden                        | 43               |

### Schwimmen
| Athleten      | Wettbewerb     | Vorlauf     | Vorlauf | Halbfinale    | Halbfinale    | Finale        | Finale        | Rang |
| Athleten      | Wettbewerb     | Zeit        | Rang    | Zeit          | Rang          | Zeit          | Rang          | Rang |
| ------------- | -------------- | ----------- | ------- | ------------- | ------------- | ------------- | ------------- | ---- |
| Männer        |                |             |         |               |               |               |               |      |
| Brett Fraser  | 50 m Freistil  | 22,91 s     | 6       | ausgeschieden | ausgeschieden | ausgeschieden | ausgeschieden | 32   |
| Brett Fraser  | 100 m Freistil | 48,54 s     | 3       | 48,92 s       | 7             | ausgeschieden | ausgeschieden | 15   |
| Shaune Fraser | 100 m Freistil | 48,99 s     | 6       | 49,07 s       | 8             | ausgeschieden | ausgeschieden | 16   |
| Brett Fraser  | 200 m Freistil | 1:47,74 min | 5       | 1:47,01 min   | 6             | ausgeschieden | ausgeschieden | 12   |
| Shaune Fraser | 200 m Freistil | 1:48,53 min | 8       | ausgeschieden | ausgeschieden | ausgeschieden | ausgeschieden | 20   |